# Serapio Ovejero
Serapio Ovejero nació en Salta 14 de noviembre de 1801, a los doce años, se alistó en el ejército patrio, incorporándose como pífano, tocando la flauta para marcar los movimientos disciplinados de la Infantería e indicar con el toque de este instrumento el avance, el ataque o el alto el fuego. En calidad de esto perteneció a la Primera Compañía del Batallón de Cazadores del Ejército del Norte a las órdenes del teniente coronel Manuel Dorrego, y supo luchar en la batalla de Salta el 20 de febrero de 1813.
Luego prosiguió con el ejército hacia las llanuras de Vilcapugio y de Ayohuma, donde tomó parte en dichas batallas, retornando hacia Salta con el Ejército del Norte tras las derrotas del general Belgrano en el Alto Perú. En esa provincia y debido a su valor en combate fue ascendido a cadete de su batallón, en la Tercera Compañía de su batallón, en la que revistó hasta junio de 1815 cuando pasó a la Compañía de tiradores.

## Luchas por la Libertad
Ya para el año 1815 se enfilo a las órdenes del general Rondeau, asistiendo al combate de Puesto de Marqués el 17 de abril de aquel año, luchando junto con el general Martín Miguel de Güemes y obtenido una victoria resonante. Por su destacada acción el comandante Rudecindo Alvarado, lo promueve a porta-estandarte “por su precoz inteligencia y celo ardiente por el buen servicio”.
A finales de ese año vuelve a luchar en el combate de Venta y Media, el 20 de octubre, donde es herido de bala en una pierna, por lo que cae prisionero de los realistas que lo mantienen cautivo durante tres años y medio en cárceles como las de Potosí y Oruro, hasta que un párroco se apiada del joven Ovejero y lo deja escapar, pudiendo de esa forma regresa con su compatriotas para seguir al serbio de la Patria.
Cuando se encamina de regreso pasa por Tarija, justo cuando se produce la toma de esa ciudad por parte del entonces teniente coronel Gregorio Aráoz de La Madrid, en abril de 1817 y se une a ese ejército patriota llegando con ellos hasta Chuquisaca, para luego enfrentarse a los españoles en los encuentros bélicos de Culpina y Sopachuy, partiendo luego hacia Tucumán.
En esa provincia el general Manuel Belgrano le concede el rango de porta estandarte en la segunda Compañía del primer escuadrón del Regimiento de Húsares, llegando de esta forma a convertirse en alférez en marzo de 1818, bajo las órdenes de La Madrid, con quien llega a la provincia de Córdoba y se pone al mando del caudillo Juan Bautista Bustos para luchar en el combate de La Herradura, el 18 y 19 de febrero de 1819, en esa conflagración los hombres del cordobés Bustos son atacados violentamente por las montoneras de Estanislao López, que se retiró al segundo día ante la imposibilidad de tomar la posición.
Luego de esto realiza la campaña militar hasta Santa Fe en marzo y abril de 1819, con el general Belgrano y más tarde, después del pronunciamiento de Arequito, parte junto a la división del coronel Alejandro Heredia, hacia el norte nuevamente enlistándose en los regimientos de Dragones y de Húsares.

## En compañía de Güemes
Es año permanece en la División de Vanguardia junto a Heredia y en 1820 marcha hacia a Tucumán, para alistarse en las filas gauchas del general Martín Miguel Güemes, quien debe sofocar la anarquía propiciada por auto nombrado presidente de la República del Tucumán, Bernabé Aráoz.
Las tropas tucumanas se establecen en los parajes de Trancas y Acequiones, donde derrotan a las fuerzas salteñas comandados por Heredia, mientras que el general Martin Güemes no participa de dichos entrenamientos porque debe retornar hacia la ciudad de Salta ya que en esos momentos e lleva a cabo su deposición del gobierno por parte de una revolución realizada por los acaudalados de esa provincia.
En ese retroceso que realiza el prócer salteño, le encarga a Serapio Ovejero hacerse cargo de la retirada con 40 hombres con los que debe fortalece la retaguardia y facilitar el retorno de las tropas salteñas. En esa tarea se encuentra Ovejero cuando es atacado por 200 hombres en las cercanías de Río Hondo, produciéndole numerosas bajas luego de una heroica resistencia que provocará el beneplácito de sus jefes y su ascenso al grado de teniente.

## Las últimas batallas
Tras la muerte del héroe gaucho, Serapio Ovejero se instala en la provincia de San Juan, allí obtiene el cargo de teniente de Húsares del Perú, en donde es reconocido como capitán efectivo en septiembre de 1821, asumiendo la misión de interceptar y capturar en esa provincia al caudillo José Miguel Carrera, cumpliendo su misión a cabalidad. Luego de lo cual pide su incorporación a ejército de los Andes al mando del general San Martín, pero la misma no suerte efecto por lo que solicitó pasar a Salta, llegando a esa provincia en 1825 durante el gobierno del general Arenales, enlistándose en el Regimiento “Lanceros de Salta y Colombianos” en donde fue conducido por Gorriti, en una campaña contra el general Facundo Quiroga, realizada en La Rioja, por ello obtiene el grado de sargento mayor. Luego pasó nuevamente a San Juan donde se radica y se casa con Juana Isabel Gómez en 1830, permaneciendo con su familia en este lugar, donde es nuevamente es encargado para una tarea patriótica la de organizar las Guardias Nacionales por lo que su cuñado el gobernador Manuel José Gómez Rufino lo nombró coronel del Regimiento de Caballería del departamento de Angaco.

## Sus años postreros
Luego de esto se dedica al comercio por un lapso corto para después tener que emigrar a Chile debido a las persecuciones de los federales de esa época. Al regresar al país, es encarcelado por el Chacho Peñaloza, caudillo federal, mientras este ocupa la Gobernación de San Juan. Mas después por una comisión encabezada por Santiago Derqui, es liberado Ovejero, siendo nuevamente encarcelado cuando estalla la Revolución de los Colorados en 1867, encabezada por Juan de Dios Videla; el domicilio de Serapio es arrasado y le son quitados todos sus títulos, al pasar esta revuelta es liberado. Siendo nombrado “Guerrero de la Independencia” por el Congreso de la Nación Argentina en 1868.
Al pasar el tiempo deja sus oficio militar para dedicarse a otros menesteres y pasa a ser tasador, juez de paz y hasta llegó a ser contador, llegando así al final de su vida entre los recuerdos de su entrega a la Patria, llevando consigo los laureles de tantas victorias y la nostalgia por las derrotas, pero siempre con la frente en alto, sabiendo que desde niño cumplió en forjar una Nación, que es el legado inestimable que ha dejado este patriota como así mismo lo hicieron muchísimos otros personajes de nuestro pasado. Serapio Ovejero falleció el 1 de julio de 1878, en la provincia de San Juan, dejando ocho hijos, cinco mujeres y tres varones.